# Zoran Ban
Zoran Ban (Fiume, 27 maggio 1973) è un ex calciatore croato, di ruolo attaccante.

## Carriera
Dopo tre anni nel Rijeka, dal 1990 al 1993, in cui totalizza 38 presenze e 11 gol, si guadagna il soprannome di nuovo Bokšić finendo per questo nelle mire della Juventus che, ritenendolo un giocatore valido in prospettiva futura, lo acquista nell'estate 1993.
Tuttavia le premesse del suo arrivo a Torino vengono presto smentite, con il croato che non riesce a emergere in maglia bianconera, chiuso dai più titolati compagni di reparto. Nel corso dell'annata il tecnico Giovanni Trapattoni gli concede solo due apparizioni in campionato contro Lecce e Genoa, una in Coppa Italia e tre in Coppa UEFA, dove contro la Lokomotiv Mosca gioca la sua prima partita da titolare. Alla fine della stagione viene ceduto in Portogallo dove milita dapprima nel Belenenses, 9 presenze e 2 reti, e poi nel Boavista, 16 presenze e 4 reti.
Torna in Italia nel 1996 al Pescara, in Serie B, dove viene impiegato per 9 volte segnando 1 rete, contro il Padova. Dal 1997 al 2004 è invece in Belgio dove vive il suo periodo migliore, riuscendo ad andare in doppia cifra con due squadre, R.E. Mouscron (65 partite e 30 reti) e Genk (36 partite e 11 reti), e totalizzando in tutto un bottino di 121 partite e 46 reti. Nelle file del Genk, nel 2000, vince anche la Coppa del Belgio andando in rete nella finale giocata contro lo Standard Liegi.
Fa nuovamente ritorno in Italia, in Serie C1, nel 2004, nel Foggia. Grazie a un buon precampionato, si candida a diventare il punto di riferimento dell'attacco della squadra, e infatti nelle prime 5 partite di campionato mette subito a segno 2 importanti reti; gravi problemi familiari, però, lo costringono a rescindere il contratto per tornare urgentemente in patria. Qui cerca inizialmente una squadra vicino al suo paese, ma poco più tardi decide di ritirarsi dall'attività agonistica.

## Statistiche

### Cronologia presenze e reti in nazionale
| Cronologia completa delle presenze e delle reti in nazionale ― Croazia under 21 | Cronologia completa delle presenze e delle reti in nazionale ― Croazia under 21 | Cronologia completa delle presenze e delle reti in nazionale ― Croazia under 21 | Cronologia completa delle presenze e delle reti in nazionale ― Croazia under 21 | Cronologia completa delle presenze e delle reti in nazionale ― Croazia under 21 | Cronologia completa delle presenze e delle reti in nazionale ― Croazia under 21 | Cronologia completa delle presenze e delle reti in nazionale ― Croazia under 21 | Cronologia completa delle presenze e delle reti in nazionale ― Croazia under 21 |
| Data                                                                            | Città                                                                           | In casa                                                                         | Risultato                                                                       | Ospiti                                                                          | Competizione                                                                    | Reti                                                                            | Note                                                                            |
| ------------------------------------------------------------------------------- | ------------------------------------------------------------------------------- | ------------------------------------------------------------------------------- | ------------------------------------------------------------------------------- | ------------------------------------------------------------------------------- | ------------------------------------------------------------------------------- | ------------------------------------------------------------------------------- | ------------------------------------------------------------------------------- |
| 3-9-1994                                                                        | Pärnu                                                                           | Estonia under 21                                                                | 1 – 2                                                                           | Croazia under 21                                                                | Qual. Europeo Under-21 1996                                                     | -                                                                               | 68’                                                                             |
| Totale                                                                          |                                                                                 | Presenze                                                                        | 1                                                                               |                                                                                 | Reti                                                                            | 0                                                                               |                                                                                 |

## Palmarès

### Club
- Coppa del Belgio: 1

Genk: 1999-2000